# Olympiaausscheidungsrennen im Bahnradradsport 1964
Die Olympiaausscheidungsrennen im Bahnradsport 1964 waren Wettbewerbe, bei denen die Teilnehmer im Bahnradsport für die gesamtdeutsche Mannschaft bei den Olympischen Sommerspielen in Tokio 1964 ermittelt wurden. Sie fanden in Friesenheim und Köln in der Bundesrepublik und in Leipzig in der DDR im August und September 1964 statt.

## Vorgeschichte und historischer Kontext
Ebenso wie bei den Olympiaausscheidungsrennen im Straßenradsport 1964 hatten sich der Deutsche Radsport-Verband der DDR (DRSV) und der Bund Deutscher Radfahrer (BDR) nach den Vorgaben des Internationalen Olympischen Komitees (IOC) auf eine gesamtdeutsche Mannschaft im Bahnradsport verständigen müssen. Es wurden zwei Ausscheidungstermine vereinbart. Davon sollten jeweils einer in der DDR und einer in der Bundesrepublik stattfinden. Bei strittigen Fragen sollte das Internationale Olympische Komitee (IOC) jeweils eine Einzelentscheidung treffen. Für den Bahnradsport wurden Rennen auf den Radrennbahnen von Friesenheim am 9. August und Leipzig am 16. August vereinbart. Dabei wurden die Teilnehmer in den Disziplinen Sprint, 1000-Meter-Zeitfahren, Tandemrennen, Einerverfolgung und Mannschaftsverfolgung nach einer Punktewertung ermittelt. Die Mannschaftsleitung für die Olympischen Spiele im Radsport sollte der Verband stellen, der die Mehrheit der Fahrer stellte.
Beide Rennen waren im Vorfeld und während der Wettkämpfe von Auseinandersetzungen der beiden Delegationsleitungen geprägt. Nach den beiden Wettbewerben ergab sich in den Disziplinen Tandemrennen und Mannschaftsverfolgung ein Gleichstand in der Wertung für beide Verbände. Es wurden Entscheidungsrennen für den 19. September in Köln und den 20. September in Leipzig angesetzt.

## Wettkämpfe am 9. August 1964 in Friesenheim
Vor Beginn der Wettkämpfe wurde vom DRSV der Belag der Radrennbahn moniert. Daraufhin erfolgte eine Reparatur. Der DRSV beanstandete auch die Auswahl von Werner Wolf aus der Schweiz, der als Kommissär des Weltradsportverbandes Union Cycliste Internationale (UCI) fungieren sollte. Wolf lehnte während der Wettkämpfe drei Proteste der Delegation des DRSV im Sprint, im Tandemrennen und in der Mannschaftsverfolgung ab. 

### Sprint
Beide Verbände schickten jeweils drei Sprinter ins Rennen, die insgesamt neun Läufe absolvierten. Willi Fuggerer gewann als einziger Fahrer alle seine Läufe und erreichte die maximale Punktzahl.
| Platz | Fahrer             | Verband | Punkte |
| ----- | ------------------ | ------- | ------ |
| 1.    | Willi Fuggerer     | BDR     | 6      |
| 2.    | Rainer Marx        | DRSV    | 5      |
| 3.    | Ulrich Schillinger | BDR     | 4      |
| 3.    | Günter Kaslowski   | BDR     | 4      |
| 3.    | Jürgen Geschke     | DRSV    | 4      |
| 3.    | Wolfgang Tertschek | DRSV    | 4      |

### 1000-Meter-Zeitfahren
Es traten je zwei Fahrer pro Verband an. Lothar Claesges fuhr deutlich die beste Zeit.
| Platz | Fahrer              | Verband | Punkte |
| ----- | ------------------- | ------- | ------ |
| 1.    | Lothar Claesges     | BDR     | 4      |
| 2.    | Hans-Jürgen Klunker | DRSV    | 3      |
| 3.    | Hans Mangold        | BDR     | 2      |
| 4.    | Erhard Hancke       | DRSV    | 1      |

### Tandemrennen
Zwei Tandemteams je Verband waren benannt worden. Klaus Kobusch und Willi Fuggerer gewannen beide Läufe. Die Rennen wurden hart gefahren, so dass die Teams mehrmals vom Renngericht ermahnt worden waren.
| Platz | Fahrer                                 | Verband | Punkte |
| ----- | -------------------------------------- | ------- | ------ |
| 1.    | Klaus Kobusch/Willi Fuggerer           | BDR     | 4      |
| 2.    | Günter Kaslowski/Gerd Modrow           | BDR     | 3      |
| 3.    | Hans-Jürgen Klunker/Wolfgang Tertschek | DRSV    | 2      |
| 4.    | Jürgen Simon/Heinz Senger              | DRSV    | 1      |

### Mannschaftsverfolgung
Nachdem vom Vierer des DRSV zwei Fahrer auf den letzten Runden abreißen lassen mussten, wurde nach langen Diskussionen der Offiziellen ein Raddefekt anerkannt. Damit erhielt der Vierer des DRSV noch 1 Punkt für die Gesamtwertung.
| Platz | Fahrer                                                           | Verband | Punkte |
| ----- | ---------------------------------------------------------------- | ------- | ------ |
| 1.    | Lothar Claesges/Karl-Heinz Henrichs/Karl Link/Ernst Streng       | BDR     | 2      |
| 2.    | Bernd Barleben/Jürgen Kißner/Siegfried Köhler/Wolfgang Schmelzer | DRSV    | 1      |

### Einerverfolgung
Je zwei Fahrer pro Verband fuhren die Verfolgerdistanz in Einzelrennen. Lothar Spiegelberg fuhr die deutlich beste Zeit.
| Platz | Fahrer             | Verband | Punkte |
| ----- | ------------------ | ------- | ------ |
| 1.    | Lothar Spiegelberg | BDR     | 4      |
| 2.    | Lothar Claesges    | BDR     | 3      |
| 3.    | Rudolf Franz       | DRSV    | 2      |
| 4.    | Hartmut Scholz     | DRSV    | 1      |

## Wettkämpfe am 10. August 1964 in Leipzig
Vor Beginn der Wettkämpfe gab es erneut Auseinandersetzungen zwischen den beiden Delegationsleitungen um die Benennung des UCI-Kommissärs. Den vom BDR vorgeschlagenen Belgier Wouters lehnte der DRSV ab. Nach längeren Verhandlungen einigte man sich auf den Tschechoslowaken Karel Doucek als Oberschiedsrichter. Die Vertreter des BDR legten dreimal Protest gegen Laufwertungen im Tandemrennen und im Mannschaftszeitfahren ein, die jeweils abgewiesen wurden.

### Sprint
Schillinger gewann alle seine Läufe und sicherte sich die maximale Punktzahl.
| Platz | Fahrer             | Verband | Punkte |
| ----- | ------------------ | ------- | ------ |
| 1.    | Ulrich Schillinger | BDR     | 6      |
| 2.    | Willi Fuggerer     | BDR     | 5      |
| 2.    | Jürgen Geschke     | DRSV    | 5      |
| 4.    | Rainer Marx        | DRSV    | 4      |
| 4.    | Wolfgang Tertschek | DRSV    | 4      |
| 6.    | Günter Kaslowski   | BDR     | 3      |

### 1000-Meter-Zeitfahren
Erneut fuhr Claesges die schnellste Zeit.
| Platz | Fahrer              | Verband | Punkte |
| ----- | ------------------- | ------- | ------ |
| 1.    | Lothar Claesges     | BDR     | 4      |
| 2.    | Hans-Jürgen Klunker | DRSV    | 3      |
| 3.    | Hans Mangold        | BDR     | 2      |
| 4.    | Erhard Hancke       | DRSV    | 1      |

### Tandemrennen
Wiederum wurden die Rennen mit enormer Härte bestritten. Im 1. Lauf wurden Gerd Modrow und Günter Kaslowski wegen Behinderung distanziert. Die Tageswertung ergab danach einen Gleichstand in der Gesamtwertung. Dadurch wurde ein weiteres Rennen erforderlich.
| Platz | Fahrer                                 | Verband | Punkte |
| ----- | -------------------------------------- | ------- | ------ |
| 1.    | Hans-Jürgen Klunker/Wolfgang Tertschek | DRSV    | 4      |
| 2.    | Klaus Kobusch/Willi Fuggerer           | BDR     | 3      |
| 3.    | Jürgen Simon/Heinz Senger              | DRSV    | 2      |
| 4.    | Günter Kaslowski/Gerd Modrow           | BDR     | 1      |

### Mannschaftsverfolgung
Die Vertreter des BDR protestierten gegen den Einsatz von Erhard Hancke, da dieser nicht als offizieller Ersatzfahrer benannt worden war. Der DRSV argumentierte, dass der Ersatzmann Willi Wieczorek sich bereits auf der Rückreise nach Berlin befinden würde. Der UCI-Kommissär lehnte den Protest des BDR ab. Der Vierer des DRSV setzte sich mit einer deutlich besseren Zeit durch. Dadurch entstand Gleichstand in der Gesamtwertung, so dass ein weiteres Rennen notwendig wurde.
| Platz | Fahrer                                                          | Verband | Punkte |
| ----- | --------------------------------------------------------------- | ------- | ------ |
| 1.    | Erhard Hancke/Jürgen Kißner/Siegfried Köhler/Wolfgang Schmelzer | DRSV    | 2      |
| 2.    | Lothar Claesges/Karl-Heinz Henrichs/Karl Link/Ernst Streng      | BDR     | 1      |

### Einerverfolgung
Je zwei Fahrer pro Verband fuhren die Verfolgerdistanz in Einzelrennen. Lothar Claesges fuhr die beste Zeit und entschied die Gesamtwertung damit für sich.
| Platz | Fahrer             | Verband | Punkte |
| ----- | ------------------ | ------- | ------ |
| 1.    | Lothar Claesges    | BDR     | 4      |
| 2.    | Lothar Spiegelberg | BDR     | 3      |
| 3.    | Hartmut Scholz     | DRSV    | 2      |
| 4.    | Rudolph Franz      | DRSV    | 1      |

## Wettkämpfe am 19. September 1964 in Köln
Als UCI-Kommissär amtierte der Schweizer Walter Stampfli, der bereits bei den Ausscheidungsrennen im Straßenradsport als Schiedsrichter fungiert hatte.

### Tandemrennen
In den beiden Entscheidungsläufen setzten sich Klaus Kobusch/Willi Fuggerer gegen Hans-Jürgen Klunker/Wolfgang Tertschek durch.

### Mannschaftsverfolgung
Die Mannschaft des DRSV wurde durch die Flucht von Jürgen Kißner geschwächt, der in Köln seine Mannschaft verlassen hatte. Daraufhin beantragte der DRSV eine vierjährige Sperre von Kißner bei der UCI. Der Bahnvierer des BDR mit Lothar Claesges, Karl-Heinz Henrichs, Karl Link und Ernst Streng gewann das Rennen mit einer deutlich besseren Zeit als die Mannschaft des DRSV mit Siegfried Köhler, Wolfgang Schmelzer, Hartmut Scholz und Erhard Hancke.

## Gesamtergebnis der Olympiaqualifikationsrennen
Nach Abschluss der Entscheidungsrennen erhielt der BDR alle Startplätze im Bahnradsport für die gemeinsame deutsche Olympiamannschaft.

### Sprint
| Platz | Fahrer             | Verband | Punkte |
| ----- | ------------------ | ------- | ------ |
| 1.    | Willi Fuggerer     | BDR     | 11     |
| 2.    | Ulrich Schillinger | BDR     | 10     |
| 3.    | Rainer Marx        | DRSV    | 9      |
| 3.    | Jürgen Geschke     | DRSV    | 9      |
| 5.    | Wolfgang Tertschek | DRSV    | 8      |
| 6.    | Günter Kaslowski   | BDR     | 7      |

### 1000-Meter-Zeitfahren
| Platz | Fahrer              | Verband | Punkte |
| ----- | ------------------- | ------- | ------ |
| 1.    | Lothar Claesges     | BDR     | 8      |
| 2.    | Hans-Jürgen Klunker | DRSV    | 6      |
| 3.    | Hans Mangold        | BDR     | 4      |
| 4.    | Erhard Hancke       | DRSV    | 2      |

### Tandemrennen
| Platz | Fahrer                                 | Verband | Punkte |
| ----- | -------------------------------------- | ------- | ------ |
| 1.    | Klaus Kobusch/Willi Fuggerer           | BDR     | 9      |
| 2.    | Hans-Jürgen Klunker/Wolfgang Tertschek | DRSV    | 8      |
| 3.    | Jürgen Simon/Heinz Senger              | BDR     | 5      |
| 4.    | Günter Kaslowski / Gerd Modrow         | BDR     | 4      |

### Einerverfolgung
| Platz | Fahrer             | Verband | Punkte |
| ----- | ------------------ | ------- | ------ |
| 1.    | Lothar Claesges    | BDR     | 7      |
| 1.    | Lothar Spiegelberg | BDR     | 7      |
| 3.    | Hartmut Scholz     | DRSV    | 3      |
| 3.    | Rudolph Franz      | DRSV    | 3      |

### Mannschaftsverfolgung
| Platz | Fahrer                                                           | Verband | Punkte |
| ----- | ---------------------------------------------------------------- | ------- | ------ |
| 1.    | Lothar Claesges/Karl-Heinz Henrichs/Karl Link/Ernst Streng       | BDR     | 7      |
| 2.    | Siegfried Köhler/Wolfgang Schmelzer/Hartmut Scholz/Erhard Hancke | DRSV    | 5      |